# Kang Sok-kyong
Pour les articles homonymes, voir Kang.
Kang Seok-kyeong (coréen : 강석경) est une auteure sud-coréenne née le 10 janvier 1951.

## Biographie
Née à Daegu, elle a fréquenté l'université des femmes Ewha à Séoul. Elle fut d'abord étudiante en art avant d'entrer en littérature presque accidentellement quand elle obtint une bourse pour le master en sculpture à la suite d'un concours d'écriture. Son premier récit fut Racines (Geun), le second Jeux ouverts (Opeun ge-im), pour lequel elle reçut le prix littéraire Munhak Sasang en 1974. Depuis 30 ans, elle n'a pas cessé de s'attirer les faveurs de la critique et a publié un nombre d'œuvres considérable.

## Œuvre
Kang a concentré son œuvre sur la recherche du moi, sur la quête d'identité. Ayant été confrontée au choix difficile à faire entre les beaux-arts et l'écriture, Kang reconnaît que la vie est faite de dilemmes et de tournants, qui nous permettent finalement de mieux nous connaître et de nous définir.
Ses récits peuvent être divisés en deux catégories. Tout d'abord, elle cherche à examiner ce qu'elle est à travers son statut d'artiste, une vie d'artiste dont la quête n'est dictée d'aucune manière par des préoccupations sociales ou politiques. Par la suite, elle se concentre sur le sort de ses semblables et montre comment les structures sociales et les conventions peuvent porter atteinte à la dignité humaine. Beaucoup de ses récits traitent de l'inhumanité qu'elle rencontre parfois dans la société coréenne.
La littérature est pour Kang un moyen de panser les blessures de l'âme, en ce sens que la littérature permet de se rapprocher de l'essence de l'être humain. Son voyage en Inde en 1992 lui a permis d'approfondir son expérience du monde, d'aller à la source des religions et de la pensée humaine. Ce voyage lui a fait dire que « la violence est la source de toutes les oppressions » et que « la fonction de la littérature est de s'émanciper des facilités et des intérêts superficiels qui empêchent de se rapprocher de l'essence de l'Homme, entravant par la même occasion sa liberté... ».